# Metro van Montréal
De metro van Montréal (Frans: Métro de Montréal) is het belangrijkste openbaar vervoersysteem van de Canadese stad Montréal in de provincie Québec. De eerste metrolijn werd op 14 oktober 1966 geopend. Het huidige netwerk telt vier lijnen en 68 stations, met een andere vijf stations in aanbouw (op lijn 5 ten noordoosten naar Anjou). De exploitant is de Société de transport de Montréal (STM).
De metro van Montréal was het eerste metrostelsel in de wereld dat geheel uit bandenmetro's bestond. De toenmalige burgemeester Jean Drapeau wilde aanvankelijk een monorail laten aanleggen, maar na een bezoek aan Parijs was hij zo onder de indruk van de Parijse bandenmetro dat hij er op stond dat Montréal ook een metro op luchtbanden zou krijgen. Zodoende is het metronet aangelegd in samenwerking met de Régie Autonome des Transports Parisiens (RATP) en Michelin die de geleidingstechniek ontwikkeld heeft. Als aandenken aan de samenwerking heeft de RATP een originele Parijse metro-ingang van art nouveau-architect Hector Guimard aan Montréal geschonken.

## Lijnen

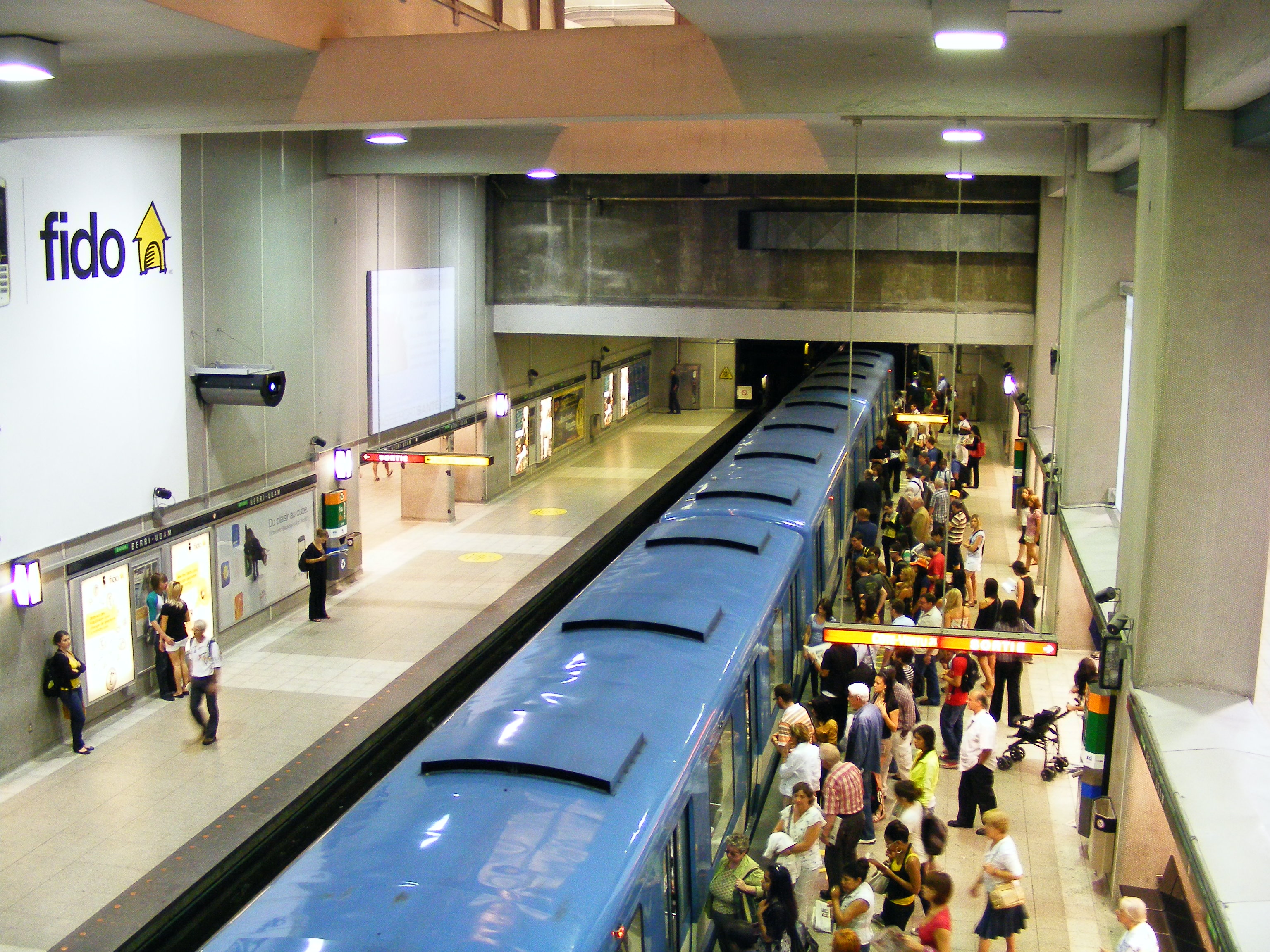
Metrotrein op station Berri-UQAM (2009)

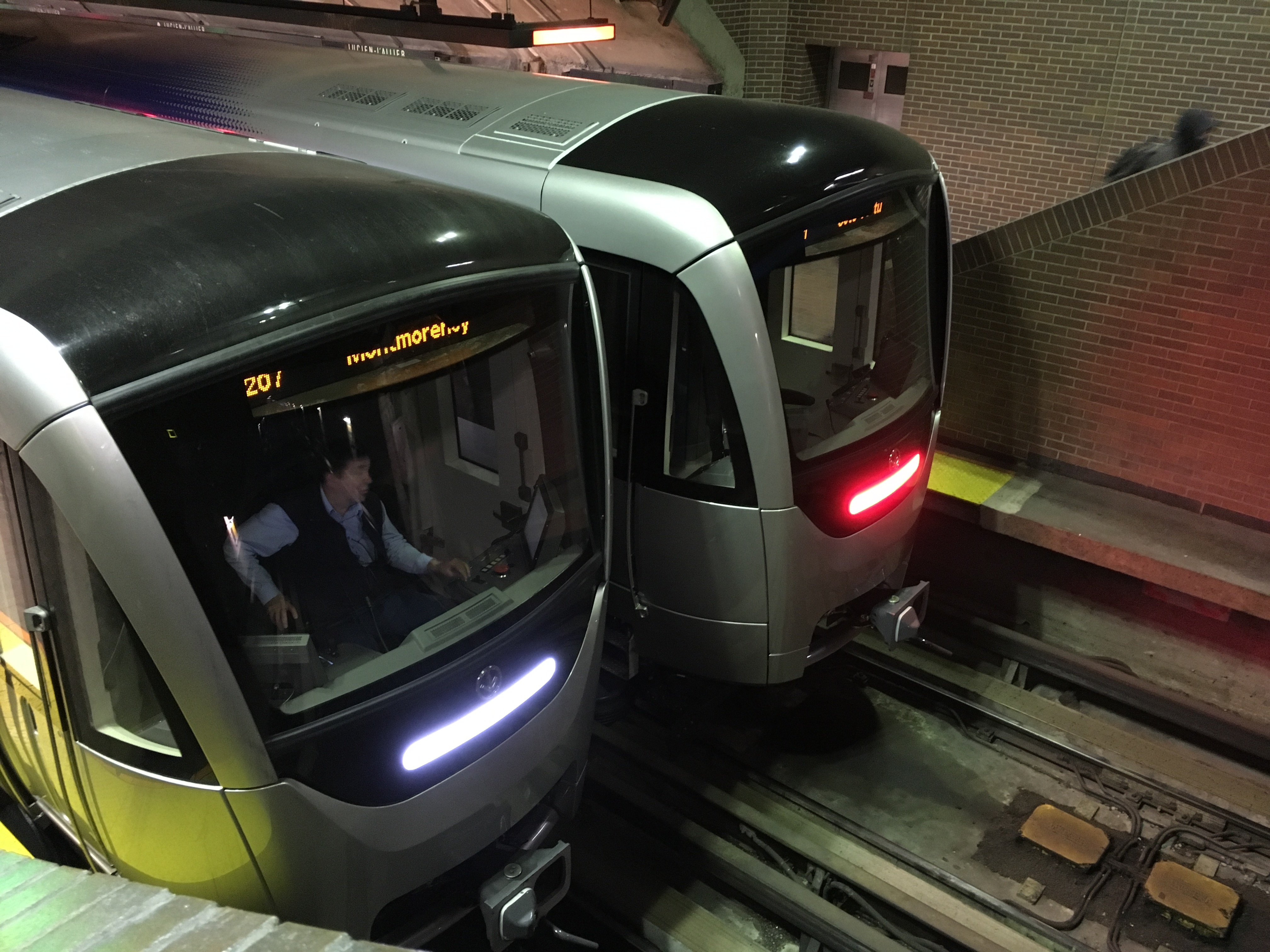
MPM-10 materieel

Het netwerk bestaat uit vier lijnen (nummers 1, 2, 4 en 5) en telt 68 stations. In 1961, 2 jaar na de opheffing van de laatste trams lag er een plan voor een net met drie lijnen; de bouw van de lijnen 1 en 2 begon op 23 mei 1962. Lijn 3 zou worden gerealiseerd door de ombouw van de voorstadslijn naar Deux-Montagnes tot metro. Op 13 november 1962 werd de Expo 67 aan Montréal toegewezen waarop werd besloten om het expoterrein aan te sluiten op de metro met een eigen lijn die nummer 4 kreeg; de onderhandelingen over de voostadslijn liepen stuk zodat lijn 3 in het net ontbreekt.
Lijn 1, de groene lijn, is in 1966 geopend en werd voor de Olympische Spelen in 1976 aan de noordkant verlengd langs het Olympisch complex. In 1978 volgde ook een verlenging aan de zuidkant. Het eerste deel van de ringlijn, lijn 2, werd eveneens geopend in 1966 en werd in de jaren 80 een paar keer verlengd. In 2007 volgden ook de stations in Laval, al is de ring nog niet gesloten. Lijn 4 (naar Longueuil) is een zeer korte lijn (4,3 kilometer, 3 stations) die in 1967 geopend is. Lijn 5, de nieuwste en qua reizigersaantallen de rustigste, is geopend in 1986 en werd in 1987 en 1988 verlengd.

## Materieel
Op lijn 1 wordt MR-63-materieel ingezet dat gebouwd is tussen 1963 en 1967 door Canadian Vickers. Op de andere lijnen wordt MR-73-materieel ingezet dat gebouwd is tussen 1974 en 1980 door Bombardier Transportation. In beide gevallen gaat het om driedelige metrotreinstellen met een totale lengte van 50,80 meter en een breedte van 2,50 meter.
Het nieuwste materieel heet MPM-10 Azur een vervangt het materieel van de eerste generatie. Het kwam vanaf 2016 in dienst en is 152 meter lang, bij een breedte van 2,51 meter. Een consortium van Bombardier en Alstom heeft de serie gebouwd.

## Stations
|  | Lijn 1 | Angrignon - Monk - Jolicoeur - Verdun - De L'Église - LaSalle - Charlevoix - Lionel-Groulx - Atwater - Guy-Concordia - Peel - McGill - Place-des-Arts - Saint-Laurent - Berri-UQAM - Beaudry - Papineau - Frontenac - Préfontaine - Joliette - Pie-IX - Viau - Assomption - Cadillac - Langelier - Radisson - Honoré-Beaugrand |
|  | Lijn 2 | Côte-Vertu - Du Collège - De la Savane - Namur - Plamondon - Côte-Ste-Catherine - Snowdon - Villa-Maria - Vendôme - Place-Saint-Henri - Lionel-Groulx - Georges-Vanier - Lucien-L'Allier - Bonaventure - Square-Victoria-OACI - Place-d'Armes - Champ-de-Mars - Berri-UQAM - Sherbrooke - Mont-Royal - Laurier - Rosemont - Beaubien - Jean-Talon - Jarry - Crémazie - Sauvé - Henri-Bourassa - Cartier - De la Concorde - Montmorency |
|  | Lijn 4 | Berri-UQAM - Jean-Drapeau - Longueuil-Université de Sherbrooke |
|  | Lijn 5 | Snowdon - Côte-des-Neiges - Université-de-Montréal - Édouard-Montpetit - Outremont - Acadie - Parc - De Castelnau - Jean-Talon - Fabre - D'Iberville - Saint-Michel |

## Réseau express métropolitain
Sinds 31 juli 2023 heeft Montreal ook een lichte metro die bestaat momenteel uit vijf stations en loopt van de buitenwijk Brossard op de andere rivieroever naar Gare de Centrale in het centrum. Verdere uitbreidingen zijn gepland onder meer naar de luchthaven. Een deel van de route wordt overgenomen van spoorlijnen. De treinen zijn volledige geautomatiseerd zonder bestuurder en met perrondeuren. In tegenstelling tot de metro wordt gereden op stalen wielen in plaats van op luchtbanden.